# Albornoz (peça de armadura)
Albornozes é um item de armadura, conhecido como parte da indumentária de cavaleiros medievais, embora seja possível que variações dele sejam encontradas em outros períodos e contextos.
O albornozes, saio, ou saiote, são essencialmente o mesmo tipo de objeto, embora os dois últimos apresentem mais variedades e evoluções. O albornozes constituía-se de uma vestimenta de guerra curta, quadrangular, de tecido rústico, com ou sem abas.
Esta peça de armadura apresenta diferentes tipos, semelhantes, porém com pequenas diferenças entre si, tais como tamanho e material. Variações conhecidas dela são: sainho, saio de malha, e até mesmo Gibão de couro.